# Body Count
Body Count è un gruppo musicale statunitense, formatosi a Los Angeles nel 1990 per iniziativa del gangsta rapper e storico frontman Ice-T, che già prima del successo nel mondo dell'hip hop coltivava la passione per la musica rock e metal.
Suscitarono molte controversie nel 1992, con il brano Cop Killer. Famosa la loro cover del brano Hey Joe.

## Formazione
Attuale
- Ice-T - voce (1990-presente)
- Ernie C - chitarra solista (1990-presente)
- Vincent Price - basso, cori (2001-presente)
- ill Will - batteria (2008-presente)
- Sean E. Sean - sampler, cori (1990-2001, 2008-presente)
- Juan of the Dead - chitarra (2013-presente)
- Little Ice - hype man (2016-presente)

Ex componenti
- Beatmaster V - batteria (1990-1996)
- Mooseman - basso, cori (1990-1996)
- Sean E. Mac - hype man, cori (1990-2001)
- D-Roc the Executioner - chitarra ritmica, cori (1990-2004)
- Jonathon James - batteria (1996)
- Griz - basso, cori (1996–2001)
- O.T. - batteria (1996–2008)
- Bendrix Williams - chitarra ritmica, cori (2004-2013)

## Discografia

### Album studio
- 1992 – Body Count
- 1994 – Born Dead
- 1997 – Violent Demise: The Last Days
- 2006 – Murder 4 Hire
- 2014 – Manslaughter
- 2017 – Bloodlust
- 2020 – Carnivore
- 2024 – Merciless

### Album dal vivo
- 2005 – Live in L.A.

### EP
- 1992 – The Winner Loses
- 1992 – The Radio EP
- 1992 – Body Count
- 1992 – There Goes the Neighborhood
- 1997 – Clean Mixes

### Singoli
- 1992 – The Winner Loses
- 1992 – There Goes the Neighborhood
- 1992 – Cop Killer (promo)
- 1993 – Hey Joe
- 1994 – Born Dead
- 1994 – Necessary Evil
- 1994 – Medley (promo)
- 1995 – Born Dead C'Est Nulle Part Ailleurs (promo)
- 1997 – I Used to Love Her (promo)
- 1997 – Truth or Death (promo)
- 1997 – Violent Demise Sampler (promo)

## Videografia

### DVD
- 2004 – Murder 4 Hire
- 2005 – Live in L.A.
- 2005 – Smoke Out Festival Presents: Body Count

### Video musicali
- 1992 – The Winner Loses
- 1992 – There Goes the Neighborhood
- 1992 – Body Count's in the House
- 1994 – Born Dead
- 1994 – Necessary Evil
- 1997 – Hey Joe
- 1997 – I Used to Love Her
- 2006 – Relationships